# Andreï Kolmogorov
Andreï Nikolaïevitch Kolmogorov (en russe : Андрей Николаевич Колмогоров  ; 25 avril 1903 à Tambov – 20 octobre 1987 à Moscou) est un mathématicien russe et soviétique qui a apporté des contributions significatives en mathématiques, notamment en théorie des probabilités, topologie, turbulence, mécanique classique, logique intuitionniste, théorie algorithmique de l'information et en analyse de la complexité des algorithmes,,.

## Biographie

### Enfance
Kolmogorov est né à Tambov en 1903. Sa mère Maria Iakovlevna Kolmogorova (1871-1903), célibataire, meurt en accouchant. Elle est la benjamine d'une fratrie dont l'aînée est décédée elle aussi. Andreï est récupéré par son grand-père maternel, un homme noble et prospère qui n'avait pas accepté, semble-t-il, le mariage de sa fille avec un simple ingénieur agronome issu d'une famille modeste. Son père Nikolaï Matveïevitch Kataïev lui rend visite de temps à autre, mais il est déporté de Saint-Pétersbourg pour sa participation au mouvement révolutionnaire et disparaît, probablement tué pendant la Guerre civile russe en 1919. Le jeune Andreï est élevé par ses tantes à Tounochna, près de Iaroslavl, sur la propriété de son grand-père. Au domicile familial, elles mettent en place une école qui emploie de nouveaux outils pédagogiques visant à susciter l'intérêt de l'élève par la découverte et la diversité des activités. Le petit Andreï grandit dans cet environnement qui favorise la curiosité et bannit la paresse. Ses premiers efforts littéraires et articles mathématiques sont imprimés dans le journal de l'école. Il décrit lui-même le « plaisir de la découverte mathématique » qu'il ressent en trouvant, à six ans seulement, le motif suivant : 
Sa tante Vera Yakovlevna Kolmogorova l'adopte et déménage en 1910 avec lui à Moscou, où il commence à étudier à l'institut privé Repman. Adolescent, il conçoit des machines à mouvement perpétuel, cachant tellement bien leurs défauts intrinsèques que ses professeurs d'enseignement secondaire n'arrivent pas à les découvrir. Entre 1918 et 1920, la vie à Moscou est loin d'être simple, seuls ceux dotés d'une grande volonté peuvent étudier, car ils doivent concilier leurs études avec les « services à la patrie ». Andreï travaille à la construction de la voie ferrée Kazan - Ekaterinbourg et conduit des trains, tout en préparant les examens finaux du Gymnasium. De retour à Moscou, il connaît une grande déception : on lui délivre le certificat d'études sans se donner la peine de l'évaluer,.

### Études et premiers résultats
Ayant reçu son diplôme en 1920, Andreï s'inscrit en physique et mathématiques à l'université de Moscou, et intègre la section de mathématiques de l'Institut Mendeleïev de génie mécanique. Grâce au livre Nouvelles Idées de mathématiques, il apprend les principes de la théorie des ensembles, et étudie de nombreux sujets dans des articles du Dictionnaire encyclopédique de Brockhaus et Efron, complétant lui-même ce qui est présenté de façon succincte.
Kolmogorov participe en tant qu'auditeur libre au séminaire du professeur Sergueï Bakhrouchine sur l'histoire ancienne russe. Pendant ses cours de première année, il suit les cours de Nikolaï Louzine sur la théorie analytique des fonctions, et ceux d'Alekseï Konstantinovitch Vlasov sur la géométrie projective. Pendant sa deuxième année, il s'inscrit au séminaire de Viatcheslav Stepanov sur les séries de Fourier où il résout un problème qui avait intéressé Louzine. De 1922 à 1925, en parallèle avec ses études, il est professeur de mathématiques dans l'enseignement secondaire, à l'école modèle expérimentale Potylikha. En 1922, il trouve son résultat le plus célèbre sur les séries trigonométriques : la construction d'une série de Fourier qui diverge presque partout. Il publie aussi ses premiers résultats concernant la théorie des ensembles et, en 1923, ses travaux concernant l'analyse de Fourier. Il publie ses travaux sur la théorie de l'intégration et, en 1924, commence à s'intéresser à la théorie des probabilités. En 1925, il publie la première formalisation — partielle — de la logique intuitionniste, devançant le travail des plus grands logiciens de son époque. Malgré son jeune âge, il bénéficie déjà d'une certaine reconnaissance internationale. Après la fin de ses études supérieures en 1925 il commence son doctorat auprès de Nikolaï Louzine, qu’il termine en 1929,.
Son premier article, « Sur la convergence de séries dont les termes dépendent du hasard », publié en 1925, est préparé conjointement avec Alexandre Khintchine. Il est remarquable et comporte quatre parties, la première revenant à Khintchine, les suivantes étant de lui. Il commence ses études de troisième cycle sous la direction de Louzine, conscient des implications des méthodes analytiques de Louzine et Dmitri Egorov dans le développement des probabilités. Il partage sa passion du savoir avec Pavel Aleksandrov, qui travaille sur les aspects topologiques de la théorie des ensembles. Grâce aux enseignements reçus, il trouve plusieurs résultats sur la théorie des ensembles, et publie en 1928 son étude « Opérations sur des ensembles ». Cette année-là, il publie aussi un article sur les conditions nécessaires et suffisantes pour la validité d'une version de la loi des grands nombres (LGN) faisant appel à des séries de variables aléatoires (v. a.). À partir de la condition de Markov, il obtient comme résultat une condition nécessaire et suffisante pour que la loi des grands nombres soit respectée. Entre 1928 et 1929, Andreï publie des travaux dans des revues spécialisées sur les opérations d'ensembles, les théorèmes limites, l'intégration. Son article « Sur la loi des logarithmes itérés », publié en 1929, est celui qui a le plus d'influence sur la communauté scientifique. Quand il termine ses études de troisième cycle en mai 1929, il a déjà publié dix-huit articles. Sa promotion compte septante étudiants, et il se voit proposer un poste dans un institut de recherche ukrainien, mais il sait que le centre névralgique de la recherche se trouve à Moscou. Avec le soutien actif de Pavel Aleksandrov, conscient de ses dons en mathématiques, il entre en tant que collaborateur scientifique à l'Institut de recherches en mécanique et mathématiques d'État de Moscou.

### Carrière
Le 16 juin 1929, Andreï Kolmogorov, Pavel Aleksandrov et Nyuberg — un ami d'Andreï qui les accompagnera jusqu'à Kazan — partent en barque de Iaroslavl pour une excursion de 1 300 km, pendant vingt et un jours sur la Volga, et atteignent Samara où ils empruntent un bateau à vapeur jusqu'à la mer Caspienne et un autre bateau jusque Bakou. Ils se rendent près d'un monastère au bord du lac Sevan, où Aleksandrov travaille à son livre de topologie et aide également Kolmogorov à rédiger deux articles en allemand. Le premier est une étude approfondie sur l'intégrale, le second son important mémoire « Méthodes analytiques de la théorie des probabilités », un texte qui allait jouer un rôle clé dans le développement des processus stochastiques, et poser les bases théoriques des processus markoviens. Le 26 juillet 1930, Kolmogorov envoie le manuscrit à la prestigieuse revue scientifique Mathematische Annalen, qui le publie en décembre 1931. L'article étudie de façon abstraite les processus de Markov, qu'on retrouve dans une multitude de phénomènes physiques, notamment le mouvement brownien, la prévision météorologique, etc..
Kolmogorov et Aleksandrov sont invités à se rendre en Allemagne et en France entre juin 1930 et février 1931. De Berlin, ils se rendent à l'université de Göttingen où ils rencontrent Richard Courant, le tuteur des mathématiciens David Hilbert, Edmund Landau, Felix Bernstein, Emmy Noether et Hermann Weyl. Kolmogorov, qui cherche à généraliser le concept d'intégrale, se rend à l'université Louis-et-Maximilien de Munich où enseigne Constantin Caratheodory, qui salue ses travaux sur la théorie de la mesure, mais accueille la généralisation du concept d'intégrale avec une certaine indifférence. Il lui recommande tout de même de publier les deux travaux. En août 1930, Kolmogorov et Aleksandrov poursuivent leur voyage vers la France où ils travaillent, pendant un mois, auprès de René Maurice Fréchet qui a étudié les fondamentaux de la probabilité, les espaces abstraits et la théorie des ensembles. Ils quittent Fréchet en septembre pour se rendre à Paris, où ils rencontrent notamment Émile Borel, Henri-Léon Lebesgue et Paul Lévy. Après avoir contracté une forte bronchite (peut-être une pneumonie) à Noël, Kolmogorov reprend ses recherches en mars 1931 après être rentré à Moscou.
En 1931, il reçoit une chaire de professeur à l'université de Moscou.
En 1933, paraît en allemand son manuel des Fondements de la théorie des probabilités ((de) Grundbegriffe der Wahrscheinlichkeitsrechnung), dans lequel il présente son axiomatisation du calcul des probabilités, qui allait apporter des éléments au sixième problème de Hilbert, ainsi qu'une manière adaptée de traiter les processus stochastiques. 
La même année, il devient directeur de l'Institut de mathématiques de l'université de Moscou.
En 1934, il publie son travail sur la cohomologie (concept de la topologie) et obtient, grâce à cette thèse, le titre de docteur en physique en 1935.
En 1936, est créée la nouvelle revue mathématique intitulée Uspekhi Matematicheskikh Nauk (UMN), dont Kolmogorov fait partie du comité de rédaction jusqu'à sa mort, devenant même rédacteur en chef de 1946 à 1955 et de 1982 à 1987. Il passe en 1938 chef du département de la théorie des probabilités, dont il occupera le poste de direction jusqu'en 1966. Il est élu à l'Académie des sciences de l'URSS en 1939,.
Dans les années 1930, l'Union soviétique est à la pointe dans le domaine de la recherche génétique, poursuivant les travaux de Gregor Mendel. À partir de 1935, la génétique portée par l'éminent généticien Nikolaï Vavilov est rangée dans la catégorie de pseudo-science bourgeoise, éloignée des valeurs soviétiques. Vavilov est peu à peu persécuté en raison de ses critiques à l'égard du pseudo-scientifique Trofim Lyssenko, et arrêté puis condamné à vingt ans d'emprisonnement. S'exposant à de terribles représailles, Kolmogorov publie en 1940 l'article « Sur une nouvelle confirmation des lois de Mendel » dans lequel il soutient que cette étude — bien qu'Ermolaeva soutienne le contraire — constitue en réalité une nouvelle et brillante confirmation des lois de Mendel. Dans son article, Kolmogorov critique les méthodes statistiques employées par Ermolaeva et offre sa propre analyse des données. Finalement, les données en faveur du mendélisme étaient à ce point probantes qu'il fut impossible d'occulter la vérité.
Lors de la Seconde Guerre mondiale, Kolmogorov contribue à l'effort de guerre russe en appliquant la théorie statistique aux tirs d'artillerie. Au tournant des années 1940, il s'intéresse à la turbulence, rédige quatre articles sur ce sujet — l'ensemble ne totalise pas plus de trente pages —, mais son influence est capitale. Il détermine la longueur des plus petits tourbillons susceptibles d'exister sans que la viscosité les défasse, que l'on appellera par la suite dimension de Kolmogorov. Il publie aussi les lois correspondant au mécanisme de la cascade turbulente, expliqué par Lewis Fry Richardson en 1922. 

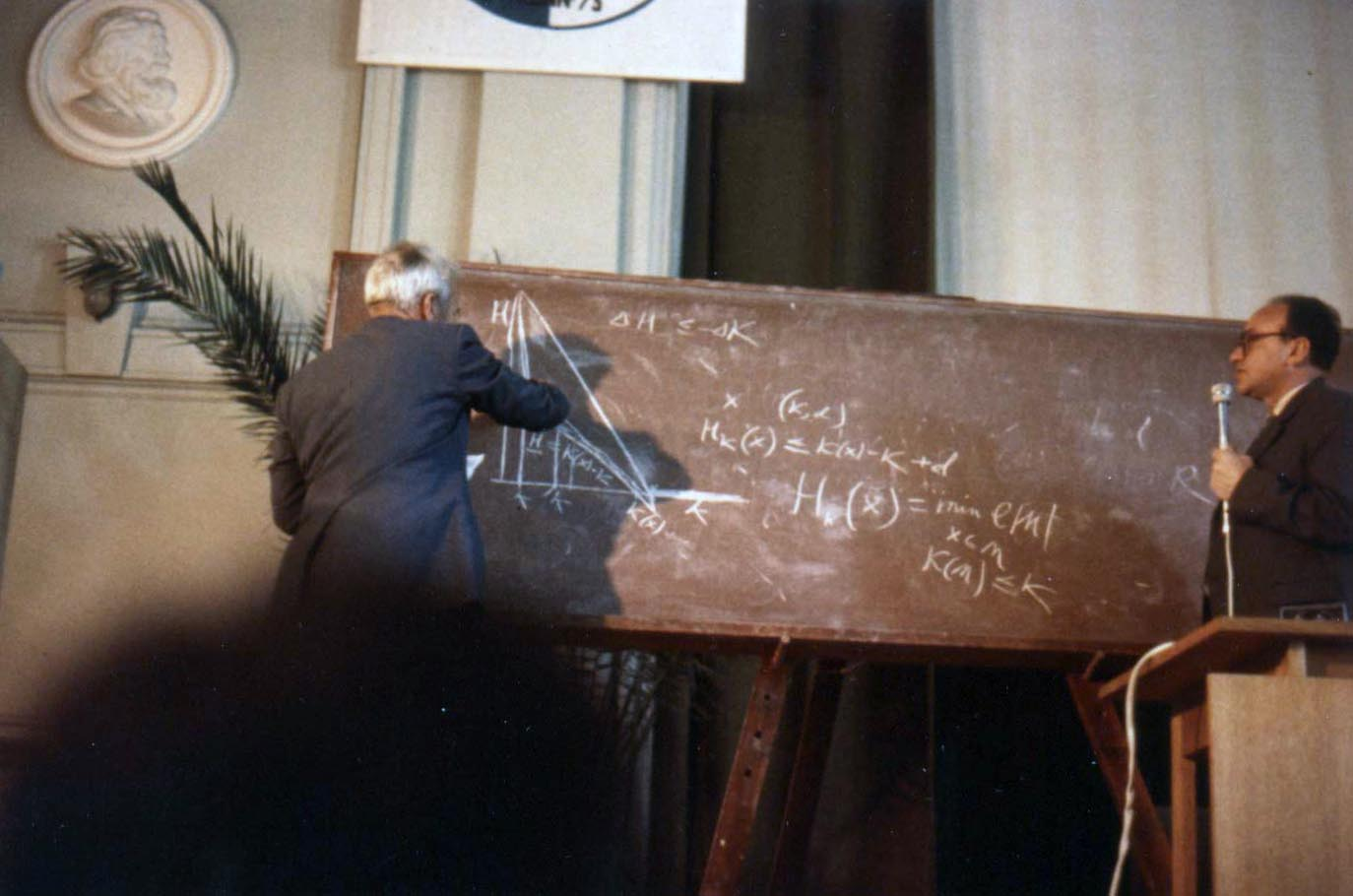
Kolmogorov à gauche donne une conférence à Tallinn en 1973.

Depuis des décennies, Kolmogorov s'était attaqué sous différents angles au problème à N corps. Son intuition hors norme et la maturité que lui confère sa vaste culture mathématique lui permettent d'imaginer une stratégie gagnante. Il publie sa nouvelle technique en 1954 au Congrès international des mathématiciens à Amsterdam, ainsi que, la même année, dans son article « Sur la préservation de mouvements périodiques conditionnels subissant un léger changement en fonctions de Hamilton ». Les actes du Congrès seront publiés en 1957 dans l'article intitulé « La Théorie générale des systèmes dynamiques et la mécanique classique », dont les développements ultérieurs par son élève Vladimir Arnold et le germano-américain Jürgen K. Moser aboutiront à la théorie KAM (Kolmogorov-Arnold-Moser).
Depuis les années 1940, l'URSS considère la théorie du calcul et la cybernétique comme des instruments du capitalisme occidental. Kolmogorov s'intéresse malgré cela à la théorie des algorithmes à partir de 1951, en proposant à un de ses étudiants, Vladimir Uspensky, d'étudier une nouvelle définition d'algorithme. Les idées et les résultats de ses recherches sont synthétisés lors de la conférence intitulée « Sur la notion d'algorithme » et donnée par Kolmogorov le 17 mars 1953 — Joseph Staline est mort le 5 mars — : ces algorithmes seront par la suite appelés Algorithmes Kolmogorov-Uspensky. Cette conférence marque un tournant dans le traitement de la technologie informatique soviétique, dont la guerre froide imposera un développement technologique sans précédent. Il introduit également la notion d'entropie métrique pour les systèmes dynamiques mesurés. Alors que le mathématicien américain Claude Shannon insiste sur la notion d'entropie, Kolmogorov et Alexandre Khintchine concentrent leurs activités sur la théorie de l'information, vue comme une partie du calcul des probabilités,.
Dans les années 1960, quelques articles sont publiés sur la linguistique et la philologie, qui se consacrent à l'analyse de la parole et de la poésie. Ses études traitent de la capacité d'une langue à exprimer différentes idées, de l'entropie d'une langue, ainsi que de sa flexibilité (ou entropie résiduelle), à savoir la capacité d'exprimer une même idée de différentes manières. La flexibilité du langage fait l'objet de nombreuses études approfondies sur la métrique et le rythme de vers poétiques. Plus précisément, on organise dans les années 1970 au département de mécanique et de mathématiques de l'université d'État de Moscou (UEM) deux séminaires sur les méthodes mathématiques pour l'étude du langage dans les œuvres de fiction. Kolmogorov considère ces recherches comme une branche supplémentaire de ses travaux scientifiques. Il a aussi écrit des articles pour la Grande Encyclopédie soviétique.
En 1960, il crée le laboratoire de méthodes statistiques (LMS) du département de mécanique et de mathématiques de l'UEM, qui vise à intensifier les applications des méthodes probabilistes et statistiques : théorie du contrôle optimal et statistique de la décision, théorie de la fiabilité, conception d'expériences, statistique en médecine, en géologie, etc. À la suite d'un séminaire organisé par le LMS, il participe à deux expéditions à bord du navire scientifique Dmitri Mendeleïev en 1969 et 1971, pour étudier la turbulence de l'océan.
Une école-internat rattachée à l'UEM, créée en 1963, a adopté son nom. Elle s'adresse aux étudiants dotés d'un talent scientifique exceptionnel et originaires de petits villages ou de villes sans université. Kolmogorov s'y implique dès sa création et, pendant quinze ans, participe à la direction de l'école, enseigne, fournit des exercices et donne des notes, organise des conférences sur des sujets divers, discute avec ses élèves de musique, d'art et de littérature, prépare des excursions et y participe. Cette expérience lui permet aussi de travailler à l'amélioration du programme d'enseignement secondaire.
En 1964, il prend la direction de la section mathématique du Comité de l'Académie des sciences et de l'Académie des sciences pédagogiques d'URSS afin de déterminer le contenu de l'éducation secondaire. Il conçoit en 1968 de nouveaux programmes de mathématiques, qui serviront de base pour l'amélioration ultérieure des programmes et pour la création de manuels scolaires. Il participe activement à la préparation des manuels Algèbre et les fondamentaux de l'analyse et Géométrie pour le premier cycle de secondaire. En 1969, il commence à préparer les documents pour la revue de vulgarisation scientifique Kvant (Quantique), destinée aux étudiants et aux professeurs, éditée à partir de 1970, et dont lui-même et le physicien Isaac K. Kikoin seront les premiers rédacteurs en chef.
Le 15 février 1974, dans la Pravda, Kolmogorov cosigne avec son compagnon Aleksandrov un article intitulé « La trahison ne se pardonne pas », dans lequel ils félicitent le Præsidium du Soviet suprême d'avoir déchu Alexandre Soljenitsyne de la nationalité soviétique.

### Dernières années
Si tout le monde louait sa jeunesse perpétuelle, ses forces le quittent pourtant peu à peu. La maladie de Parkinson dont il est atteint précipite sa fin de vie. La mort de son ami Pavel Aleksandrov le 16 novembre 1986 l'affecte beaucoup. Cette année-là, il est dans l'incapacité d'assister en personne à un congrès sur la théorie des probabilités à l'organisation duquel il a participé. L'année suivante, la maladie de Parkinson progresse rapidement et de sérieuses complications pulmonaires apparaissent. Il meurt à Moscou le 20 octobre 1987 à 14 h 09. Sa compagne, Anna Dimitrievna, meurt l'année suivante. Il est enterré au cimetière de Novodevitchi,.[style à revoir]

### Vie privée
Bien qu'il soit marié avec Anna Dimitrievna, Kolmogorov entretient une relation homosexuelle avec un autre mathématicien, Pavel Aleksandrov, qu'il rencontre en 1922 via le collectif Lusitania dont ils font tout deux partie. Ils se rapprochent à partir de l'été 1929, durant leur voyage vers Kazan.
À l'issue de ce voyage sur la Volga et dans le Caucase, Pavel et Andreï décident d'habiter ensemble et s'installent avec la tante Vera — âgée de 66 ans, elle se charge encore des travaux ménagers —, dans le village de Komarovka (en), proche de Moscou. En 1931, ils emménagent dans une maison de campagne du même village, propriété du frère d'Aleksandrov, un chirurgien renommé. Ils achètent ensuite une datcha donnant sur la rivière Kliazma, où ils vont se baigner régulièrement, et qui devient un lieu de rencontre régulier du monde mathématique. Ils alternent leurs semaines entre cette résidence et Moscou.
Le NKVD est au courant de la relation homosexuelle de Kolmogorov et Aleksandrov et cela jouera probablement un rôle  dans l' affaire Louzine.

## Travaux
Kolmogorov a fait des avancées significatives dans des directions très variées telles que :
- la formalisation de la théorie des probabilités,
- la théorie algorithmique de l'information,
- les systèmes dynamiques, dont le théorème KAM,
- la turbulence avec la théorie K41 pour la cascade turbulente,
- la topologie.

Il a aussi abordé la logique intuitionniste, les séries de Fourier, la turbulence et la mécanique classique et résolu partiellement les sixième et treizième problèmes de Hilbert.

## Distinctions
L'Ordre du Drapeau rouge du Travail (1940), le titre de héros du Travail socialiste (1963), le prix Staline (1941) et sept fois l'ordre de Lénine. En 1955, il devient docteur honoris causa de la Sorbonne. Il reçoit le prix Balzan pour les mathématiques et le prix Lénine en 1965).

## Postérité
Kolmogorov se distingue par la très longue liste d'étudiants brillants qu'il accompagne : Boris Vladimirovitch Gnedenko, Sergueï Nikolski, Vladimir Arnold, Israel Gelfand, Sergei Fomin, Alexandre M. Oboukhov, Akiva Yaglom, Per Martin-Löf, Anatoli Vitushkin, Giuseppe Da Prato, etc. Par ailleurs, il a encadré la thèse de Iakov Sinaï, lauréat du prix Abel en 2014,.